# Ferrocarril Estatal de Tailandia
El Ferrocarril Estatal de Tailandia (SRT) (en tailandés: การรถไฟแห่งประเทศไทย, abrev. รฟท., en Real Sistema General Tailandés de Transcripción kan rot fai haeng prathet thai) es el operador ferroviario de propiedad estatal bajo el amparo del Ministerio de Transportes en Tailandia.

## Historia

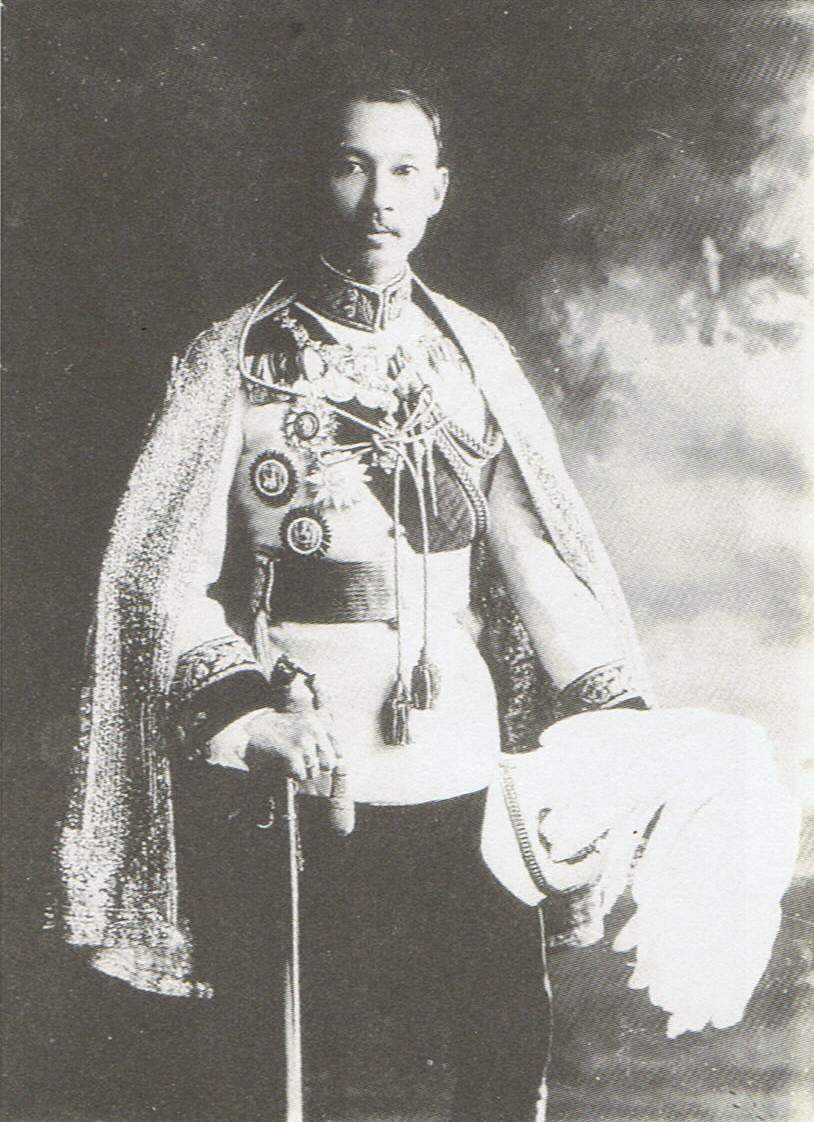
Su alteza real Príncipe Purachatra Jayakara, el primer comisario general del Real Ferrocarril del Estado de Siam

El SRT fue fundado como el Real Ferrocarril del Estado de Siam (RSR) en 1890. El Rey Chulalongkorn ordenó la creación del Departamento de Ferrocarriles dentro del Departamento de Obras Públicas y Planificación Urbana y Rural. La construcción del ferrocarril Bangkok-Ayutthaya (71 km (44 mi)), la primera parte de la Línea Septentrional, fue iniciada en 1890 e inaugurada el 26 de marzo de 1897.
La línea Thonburi-Phetchaburi (150 km (93 mi)), posteriormente la Línea Meridional, fue abierta el 19 de junio de 1903. El primer comandante ferroviario fue el Príncipe Purachatra Jayakara (Krom Phra Kamphaeng Phet Akkarayothin).
La Línea Septentrional fue originalmente construida con un ancho internacional de 1435 mm, pero en septiembre de 1919 se decidió estandarizar toda la red con un ancho métrico de 1000 mm y la Línea Septentrional fue reconvertida durante los siguientes diez años.  El 1 de julio de 1951, RSR cambió su nombre por el actual de Ferrocarril Estatal de Tailandia, con el estatus de empresa pública.
El 7 de abril de 2020, el gabinete tailandés nombró a Nirut Maneephan como nuevo director de la SRT, convirtiéndose en el 29º mandatario en su historia. En 2020, SRT tenía 4044 km (2513 mi) de vías férreas, todas ellas en ancho métrico a excepción del Airport Rail Link. Aproximadamente el 91% de la red se trata de ferrocarril de vía única (3685 km) mientras que el 6%, algunos de los más importantes tramos alrededor de Bangkok, son ferrocarril de vía doble (251 km (156 mi)) y el 3% restante es ferrocarril de vía triple (107 km (66 mi)). La red sirve a 47 provincias y alrededor de 35 millones de pasajeros anualmente. Está previsto que se doble el número de pasajeros en 2032, cuando la red crezca hasta los 6463 km para dar servicio a 61 provincias.

## Problemas de SRT

### Desempeño financiero
El SRT ha sufrido pérdidas todos los años desde que se convirtió en una empresa de propiedad estatal bajo el Ministerio de Transportes en 1951. Uno de los peores resultados financieros registrados de la empresa estatal, fue el reportado por una pérdida inicial de 7580 millones de baht en 2010. En el año fiscal que terminó el 30 de septiembre de 2016, el gobierno militar presupuestó 7600 millones de baht para inversiones de infraestructuras del SRT que serían utilizados para duplicar las vías, una ampliación del ferrocarril elevado de Bangkok, y la construcción de puentes, alambradas, y mejoras de trazado, sin embargo, el SRT sólo invirtió un 53 por ciento de su presupuesto asignado para inversiones de 60.000 millones de baht, en comparación con la media del 80 por ciento de los presupuestos de las otras 55 empresas de propiedad estatal de Tailandia (SOE). La tasa de desembolso es un indicador de la eficiencia de la gestión. El presupuesto gubernamental del SRT para el año 2020 fue de 13574,9 millones de baht, incrementándose respecto a los 9087 millones de baht de 2019.
"Si te fijas en el SRT tiene un cierto parecido a un paciente que está en [cuidados intensivos] y todo el mundo le estuviera diciendo 'tú eres el futuro' y le estuvieran intentando sacar de la cama cuando todavía está gimiendo y quejándose," dijo Ruth Banomyong, un experto en logística y transporte en la Universidad Thammasat.
La pérdidas operativas anuales del SRT se estiman en al menos 10.000 millones de baht. En 2018 y 2019, el SRT perdió 12.000 y 17.000 millones de baht respectivamente. En 2021 el SRT tenía una deuda acumulada próxima a los 190.000 millones de baht. El SRT opera constantemente a pérdidas pese a que cuenta con un gran número de propiedades—el SRT es uno de los mayores propietarios de terrenos de Tailandia, teniendo en su poder alrededor de 39840 hectáreas— y recibe gran cantidad de subsidios por parte del gobierno. El último proyecto de desarrollo inmobiliario de SRT es el Chao Phraya Gateway. Aprovecha las 44,32 hectáreas del SRT, en un tramo de 1,16 kilómetros de tierra junto al río en el Distrito de Khlong Toei. El SRT espera que el proyecto le ayude a liquidar una deuda de 100.000 millones de baht. El proyecto está previsto que se concluya en unos ocho años y que le proporcione beneficios del orden de los 140.000 millones de baht. En abril de 2019, los planes del SRT habían sido presentados para su aprobación al Ministerio de Transportes.
Los fallor del SRT se ven reflejados en sus números de pasajeros transportados, que, según el Economist Intelligence Unit ha caído de 88 millones en 1994 hasta los 44 millones en 2014, y los 26 millones en 2020. El SRT ha sido visto en general por el público como una empresa ineficiente y resistente al cambio. Los trenes suelen llegar con retraso, y la mayoría de su equipamiento está viejo y con un mantenimiento escaso. Aunque los costes operativos del SRT ascienden a unos dos baht por kilómetro recorrido, las tarifas del SRT sufragan sólo una parte de este coste. No se ha permitido al SRT subir sus tarifas desde 1985 lo que las hace estar por debajo de la tasa de mercado.
Bajo el amparo del ministerio de transportes, el SRT ha creado un plan de rehabilitación que fue presentado a la Comisión de Política de Empresas Estatales el 30 de julio de 2018. La comisión, presidida por el primer ministro Prayut Chan-o-cha tenía previsto aprobar el plan. El plan estaba llamado a convertir el SRT en la mayor empresa estatal de ferrocarriles de la ASEAN. En 2027, esperando un incremento de ingresos por la gestión de activos y una mejor gestión de costes, el SRT prevé unos beneficios de más de 20.000 millones de baht.

### Litigio de Hopewell
Hopewell Holdings de Hong Kong fue el contratista principal del malogrado Sistema de Carretera y Ferrocarril Elevado de Bangkok del SRT. El proyecto dio comienzo en 1990 y fue paralizado por el gobierno tailandés en 1998, con solo un 13% completado. Hopewell y el SRT se culpabilizaron mutuamente por el fracaso del proyecto valorado en 80.000 millones de baht. Ambas partes se demandaron, y el caso fue sometido a juicios desde su cancelación. El 23 de abril de 2019, la Tribunal Administrativo Supremo de Tailandia confirmó el fallo del comité de arbitraje en favor de Hopewell. El tribunal ordenó al SRT a pagar a Hopewell una compensación de 11.880 millones de baht, más un interés del 7,5% anual. El interés, por un total de 13.000 millones de baht, elevaba la responsabilidad total del SRT a casi 25.000 millones de baht, pagaderos en un plazo de 180 días.

### Falta de ingresos por carga
La carga ferroviaria, que es más barata - aproximadamente la mitad de coste que el transporte por carretera— más segura, y más ecológicamente sostenible que el transporte vial, suponía tan sólo el 1,4 por ciento del total de carga transportado en 2015. Por ello el SRT se fijó como objetivo aumentar su participación en el transporte de carga al seis por ciento con su duplicación ferroviaria para 2022. La expansión del servicio de carga del SRT, que podría generar más dinero que los servicios de pasajeros fuertemente subvencionados, se ha descuidado durante décadas en favor de las carreteras de Tailandia.

### Fuerza laboral
El deficiente desarrollo financiero del SRT y su resistencia al cambio, junto con la crisis financiera asiática de 1997, dieron como resultado que se impusieran restricciones estrictas a la dotación de personal del SRT. En julio de 1998, el gabinete tailandés emitió una orden según la cual la SRT solo podía contratar cinco nuevos empleados por cada 100 jubilados. En 2018, la orden continuaba vigente. Los funcionarios de la SRT estimaron en 2017 que la empresa necesitaba aumentar el personal en un 20 % hasta los 12000 empleados.  En 2018 el SRT afirmó que precisaba unos 18015 empleados para operar de un modo eficiente, pero tan sólo contaban con 10035 en plantilla. El personal de mantenimiento de los trenes se ha reducido de 3000 a 500 en los últimos 30 años.
Para compensar el déficit, el SRT contrata alrededor de 4.000 personas anualmente como "personal eventual", generalmente con salarios diarios de 300 baht. También ha provocado que el SRT pague cantidades excesivas de horas extras a los empleados actuales. Por ejemplo, a un jefe de estación en Pattani se le pagaron 61210 baht como salario mensual, pero a mayores tuvieron que pagarle 102271 baht adicionales en concepto de abono de horas extra. En 2020, el número de empleados necesarios fue de 4056 pero SRT sólo contrató a 3721 personas.
En julio de 2019, SRT daba empleo a 10292 empleados y 3928 eventuales, totalizando 14220 mientras que la directiva del SRT aprobaba la contratación de 1330 nuevos trabajadores para elevar la cantidad de trabajadores hasta los 15550, todavía por debajo de las necesidades para afrontar la escasez de personal. En 2020, el SRT contaba con 9204 empleados fijos y 3721 eventuales totalizando 12925 personas mientras que las necesidades reales fueron respectivamente de 18015 y 4056 para obtener un total de 22071 empleados.

### Problemas de gestión
Para abordar una larga lista de quejas que acusaban al SRT de falta de transparencia en las licitaciones de proyectos y acuerdos de adquisiciones, el primer ministro Prayut Chan-o-cha despidió al presidente y a la dirección de los Ferrocarriles Estatales de Tailandia en febrero de 2017, haciendo uso de sus poderes especiales bajo el amparo del Artículo 44 de la constitución provisional.

## Billetes
Los billetes pueden ser adquiridos por internet desde el 1 de febrero de 2017 y se pueden comprar desde 60 días antes hasta dos horas previas a la salida.

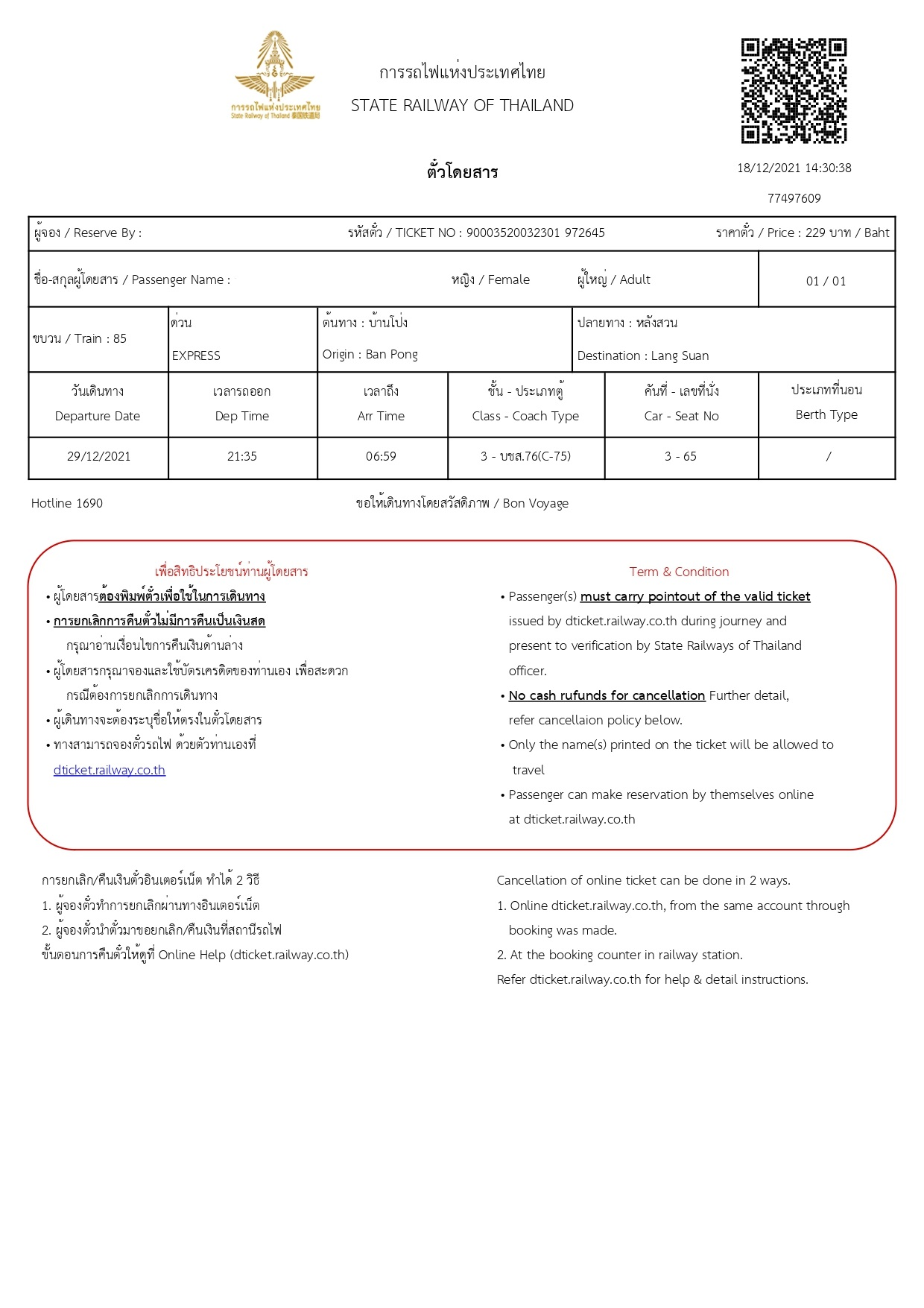
Un billete adquirido por internet.

## Red de ferrocarriles

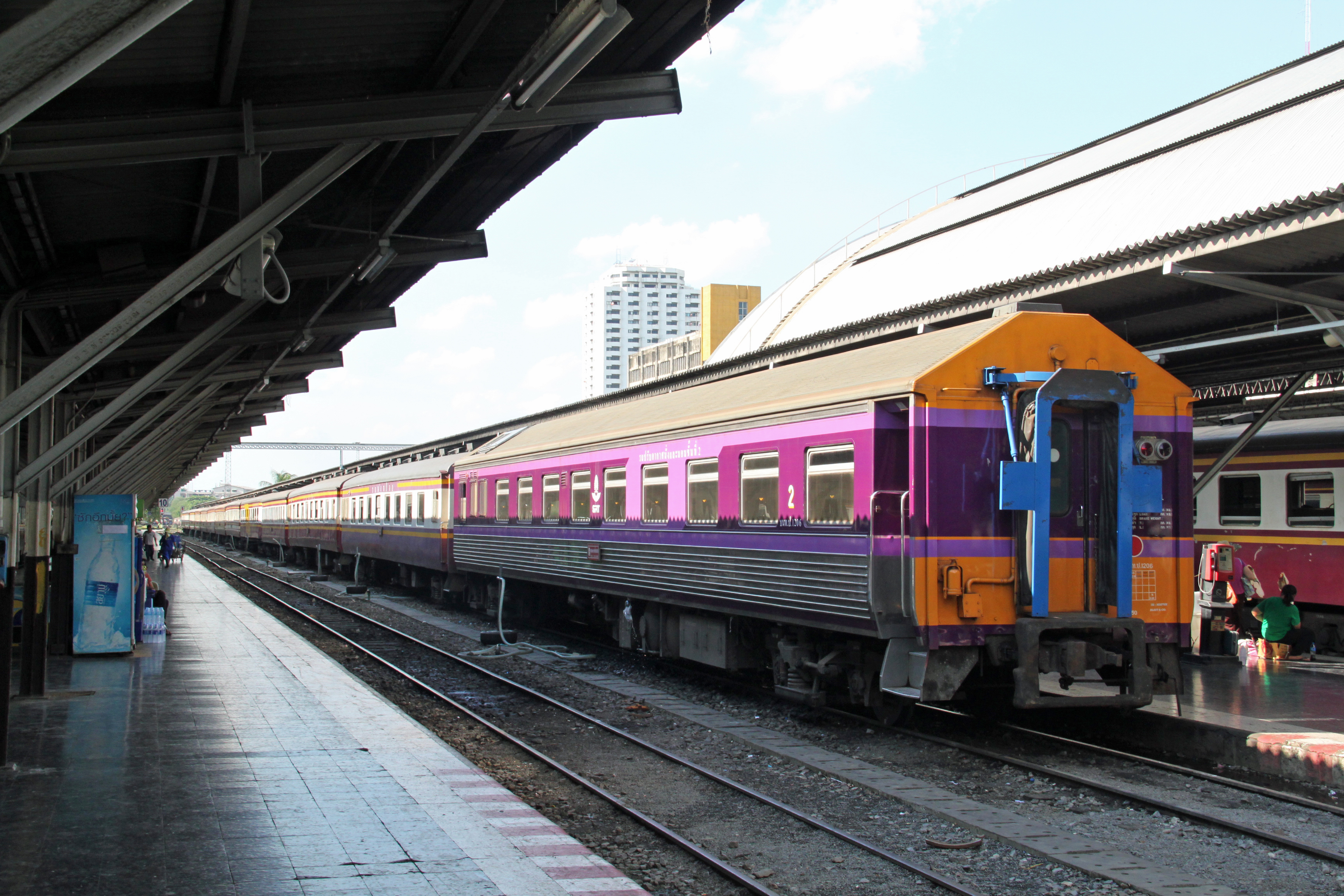
Vagón de segunda clase del Ferrocarril Estatal de Tailandia en la estación de Bangkok.

El SRT opera todas las líneas nacionales de ferrocarril de Tailandia. La estación de ferrocarril de Bangkok (Hua Lamphong) es la terminal principal de todas las rutas. Phahonyothin e ICD Ladkrabang son las principales terminales de carga.

### Línea Septentrional

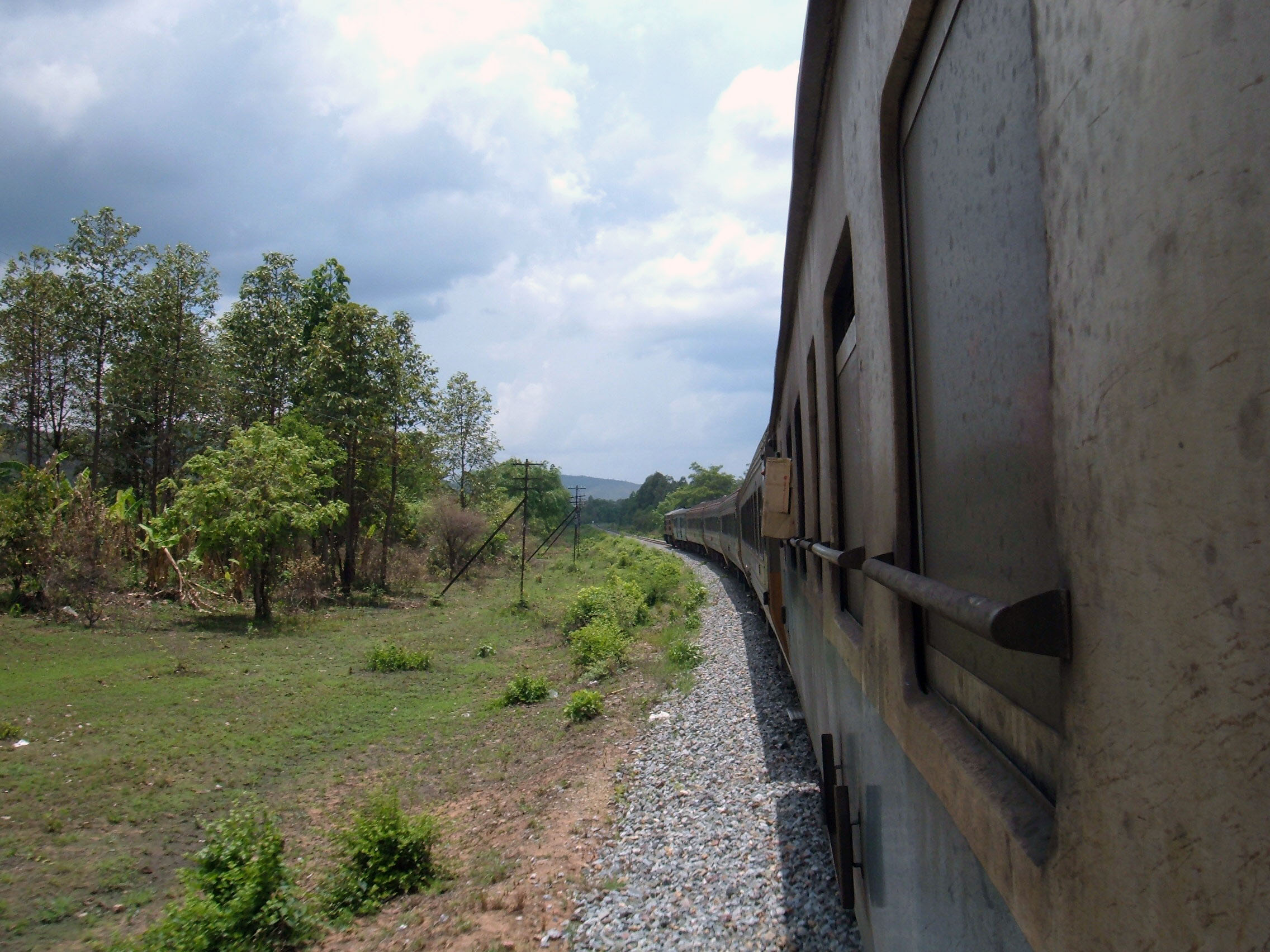
Un tren en la Línea Septentrional del Ferrocarril Estatal de Tailandia en ruta de Bangkok a Chiang Mai

La Línea Septentrional discurre junto a la Línea del Nordeste hasta el Cruce de Ban Phachi. Allí, se separa de la Línea del Nordeste y continúa a través de Lopburi, Nakhon Sawan, Phichit, Phitsanulok, Denchai, Lampang, Lamphun, antes de finalmente llegar a Chiang Mai, a 751 km de Bangkok. También hay un ramal de la línea principal desde el Cruce de Ban Dara a Sawankhalok en la provincia de Sukhothai.
- Cruce de Bang Sue- La mayor superficie de carga de Tailandia y por lo tanto la principal terminal de carga de Phahonyothin. Cuenta también con un depósito de locomotoras.
- Gran Estación de Bang Sue - Principal centro de conexiones ferroviarias de Bangkok en el futuro.
- Estación de Ayutthaya - Estación suburbana al norte de Bangkok. Altos ingresos por pasajeros, sólo superados por la estación de Bangkok. Es posible aquí cambiarse a la Línea del Nordeste.
- Cruce de Ban Phachi - Un importante cruce, donde las líneas Septentrional y del Nordeste se separan.
- Estación de Lopburi - Final del servicio suburbano al norte de Bangkok; una población militar con mucha historia.
- Estación de Nakhon Sawan - Estación principal de Nakhon Sawan, Estación de Nong Pling hasta 1956.
- Estación de Phichit - Estación principal de Phichit
- Estación de Phitsanulok - Estación principal de Phitsanulok, población con el famoso Phra Phuttha Chinnarat
- Cruce de Ban Dara - Cruce hacia la Línea de Sawankhalok
- Estación de Sawankhalok - Término del ramal a Sawankhalok. Estación para la provincia de Sukhothai y para viajar a los Parques Históricos de Sukhothai y Si Satchanalai.
- Estación de Uttaradit - Estación principal de la provincia de Uttaradit.
- Estación de Sila At - Depósito en la Línea Septentrional. Estación de repostaje y dónde los trenes pueden ser divididos
- Estación de Den Chai - El punto de partida hacia Phrae con una propuesta de cruce con la ruta Den Chai – Chiang Rai
- Estación de Nakhon Lampang - Depósito en la Línea Septentrional. El tren puede ser reducido si continúa ruta hacia Chiang Mai.
- Estación de Khun Tan - Estación en las montañas, punto base y de entrada al Parque Nacional Doi Khuntan. También aquí hay cabañas ferroviarias
- Lamphun Station - Main station for Lamphun Province
- Estación de Chiang Mai - Estación terminal por el norte.

### Línea del Nordeste

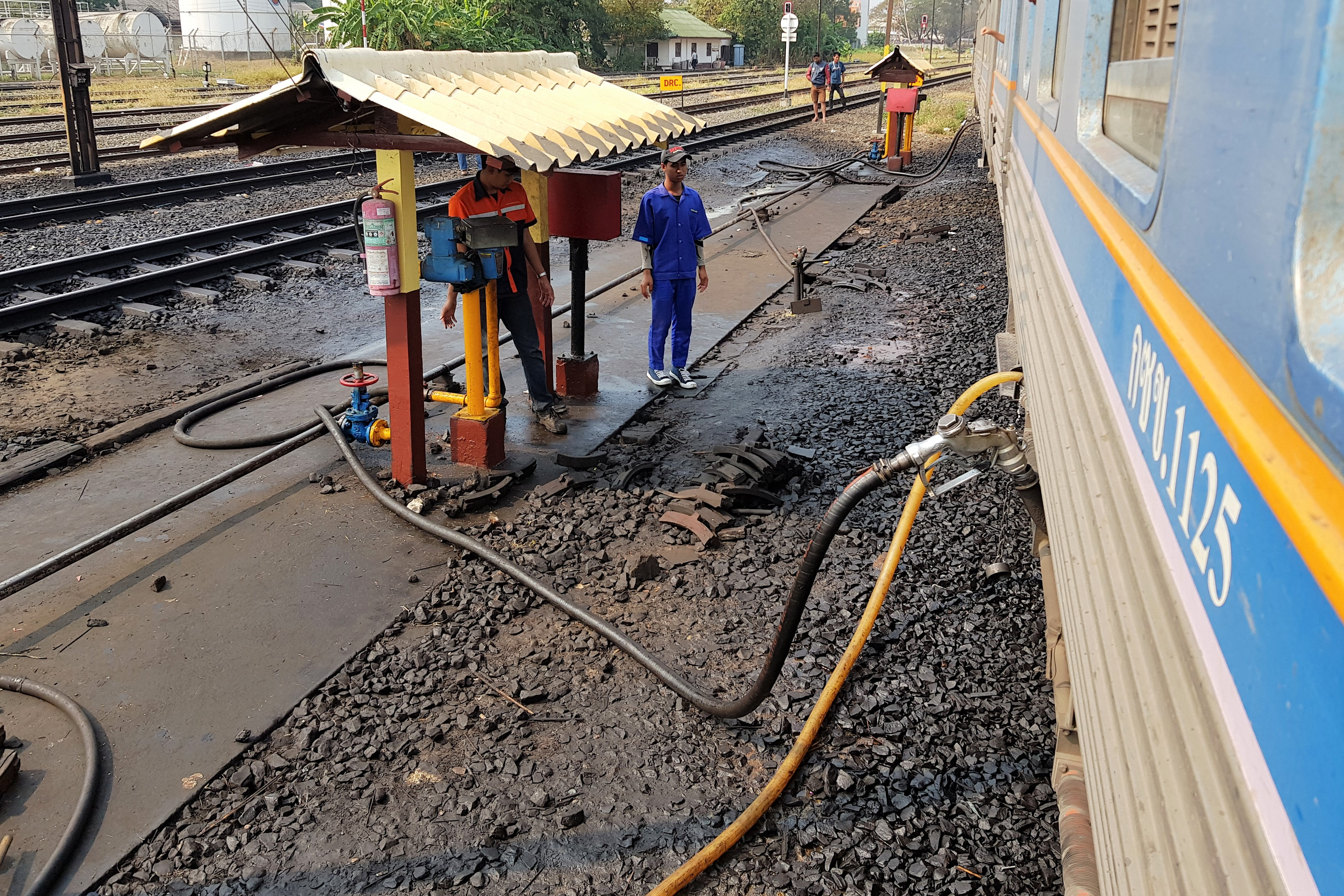
Repostaje del tren expreso no. 72 en la estación de Nakhon Ratchasima

La Línea del Nordeste comienza compartiendo la misma ruta que la Línea Septentrional, separándose en el cruce de Ban Phachi hacia Nakhon Ratchasima. Posteriormente en el cruce de Thanon Chira, la línea se divide con una ruta que pasa por Khon Kaen y Udon Thani antes de terminar en Nong Khai a 624 kilómetros de Bangkok. La otra ruta pasa por Buriram, Surin, Sisaket hasta llegar a Ubon Ratchathani, a 575 km de Bangkok.
También hay otro ramal que se inicia en el cruce de Kaeng Khoi en la provincia de Saraburi pasando por el distrito de Chai Badan en la provincia de Lopburi y el distrito de Chatturat en la provincia de Chaiyaphum, antes de unirse a la ruta principal camino de Nong Khai en el cruce de Bua Yai en la provincia de Nakhon Ratchasima.
- Estación de Saraburi - Principal estación de Saraburi, recibió el nombre de Pak Priaw hasta 1934.
- Cruce de Kaeng Khoi - La línea a Bua Yai Line y la línea a Khlong Sip Kao se separan aquí de la línea principal. Depósito principal con instalaciones de repostaje. Es el punto donde se dividen los trenes de carga en dos trenes para pasar las secciones más complicadas de Dong Phraya Yen (Kaeng Khoi - Pak Chong) o se vuelven a unir los trenes de carga en uno sólo.
- Estación de Pak Chong - La puerta de entrada a Nakhon Ratchasima y el punto donde se dividen los trenes para poder superar la sección complicada de Montañas Dong Phaya Yen (Kaeng Khoi - Pak Chong) o se vuelven a unir en un solo tren.
- Estación de Nakhon Ratchasima - Depósito principal de la línea del nordeste con capacidad de repostaje y un ramal al Segundo Comando Logístico del Ejército. Principal estación de Nakhon Ratchasima.
- Cruce de Thanon Chira - Cruce a la línea de Nong Khai próxima al Fuerte Suranaree (Segundo Cuartel Regional del Ejército)
- Estación de Buriram - Estación provincial de Buriram con un ramal a una cantera de Khao Kradong
- Estación de Surin - Principal estación de Surin
- Estación de Sisaket - Principal estación de Sisaket.
- Estación de Ubon Ratchathani en el pueblo de Warin Chamrap - Estación terminal la Línea Sur de Isan (también conocida como Línea de Ubon) con depósito y capacidad de repostaje. Se le dio el nombre de Varindr hasta 1942-1943. Principal estación de Ubon Ratchathani.
- Estación de Lam Narai- estación en el ramal Lam Narai/Bua Yai, para la población de Chai Badan.
- Estación de Chatturat- estación en el ramal Lam Narai/Bua Yai, apeadero para Chaiyaphum.
- Cruce de Bua Yai - cruce con instalación de repostaje
- Estación de Khon Kaen - Estación principal de Khon Kaen
- Estación de Udon Thani - Estación principal de Udon Thani con instalación de repostaje.
- Estación de Nong Khai en la población de Nong Khai - Estación terminal de la Línea Norte de Isaan (también conocida como Línea Nong Khai), proporciona la conexión con la estación de Thanaleng en Vientián, Laos. Principal estación de Nong Khai.

### Línea Meridional

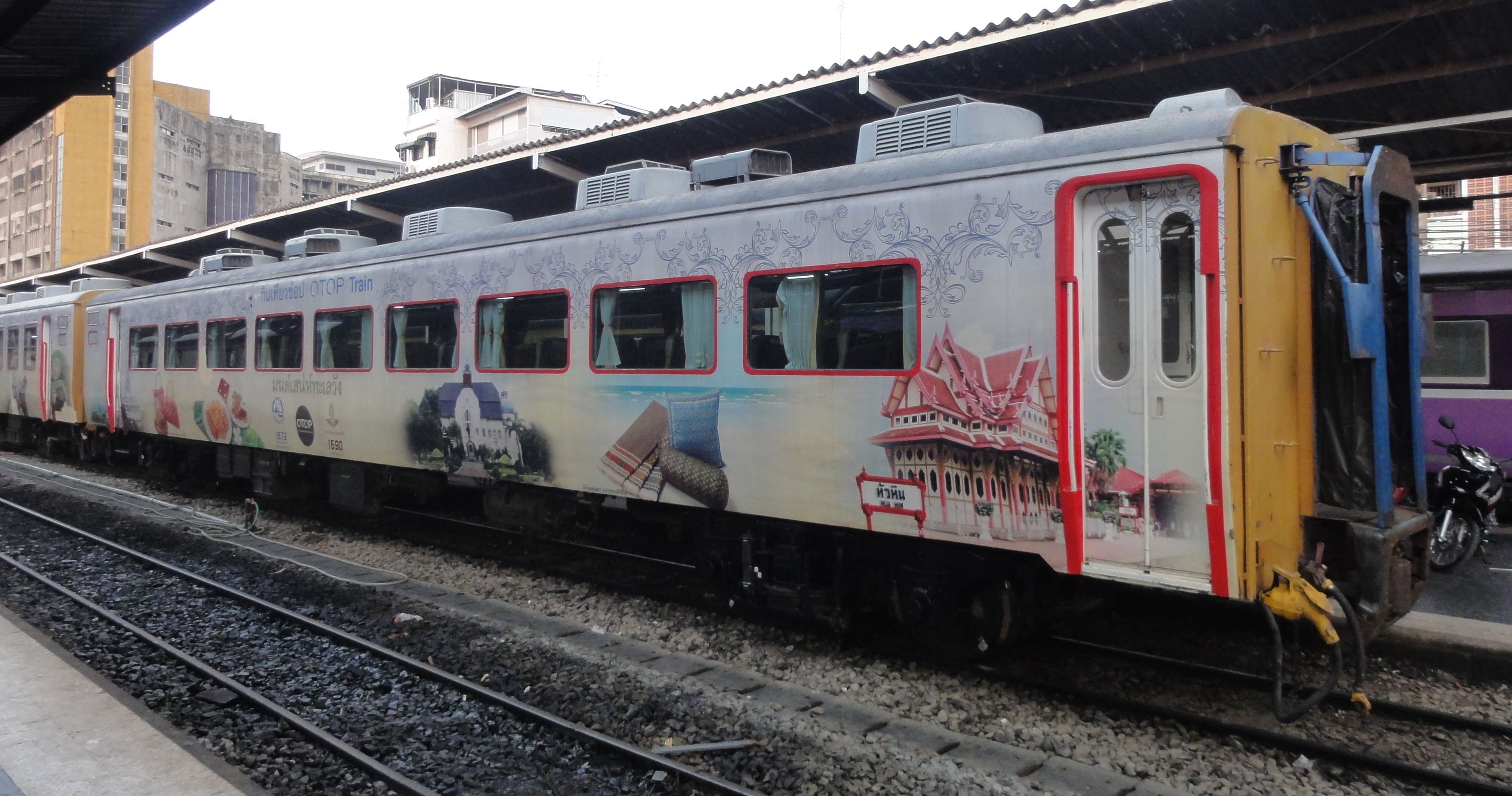
Un tren turístico OTOP para la operación en la Línea Meridional del Ferrocarril Estatal de Tailandia

La Línea Meridional comienza en Bangkok y se dirige en rumbo oeste hacia Nakhon Pathom antes de dividirse en tres rutas diferentes. una ruta se dirige por el oeste hacia la provincia de Kanchanaburi (210 km) mientras que otra se dirige por el norte hacia Suphan Buri (157 km). La Línea Meridional por su parte continúa en rumbo al sur pasando por Ratchaburi, Phetchaburi, Hua Hin, Prachuap Khiri Khan, Chumphon, a Surat Thani a 678 kilómetros de distancia. Desde Surat Thani, hay un ramal hacia el oeste que se dirige a Khiri Rat Nikhom mientras que la línea principal continúa hacia el sur al cruce de Thung Song en la provincia de Nakhon Si Thammarat donde surge otro ramal que llega a Kantang en la provincia de Trang. No  mucho más lejos, otro ramal surge en el cruce de Khao Chum Thong. La línea principal desde Nakhon Sri Thammarat continúa hacia Phatthalung antes de llegar al cruce de Hat Yai en la provincia de Songkhla. Desde ese punto, surgen unos ramales que conectan con el ferrocarril malayo en Padang Besar y la línea principal continúa hacia Su-ngai Kolok pasando por la provincia de Yala.
- Gran estación de Bang Sue - Principal estación y terminal de carga con el principal depósito de locomotoras diesel e instalaciones de repostaje.
- Estación de Bang Bamru- Estación suburbana, todos los trenes deben detenerse aquí. Primera estación tras el cruce del Puente Rama 6 desde Bang Sue.
- Cruce de Taling Chan- Cruce de la Línea Meridional principal (Bang Sue-Taling Chan Link) y el ramal de Thonburi.
- Estación de Thon Buri - Antigua estación terminal de la Línea Meridional, sin embargo algunos de los trenes de la línea continúan empezando su jornada aquí.
- Estación de Salaya- Estación suburbana, da servicio al distrito de Phutthamonthon y la Universidad Mahidol (Campus de Salaya)
- Estación de Nakhon Pathom - Principal estación suburbana al sur de la línea. Principal estación de Nakhon Pathom.
- Cruce de Nong Pladuk - Cruce del que parten los ramales a Namtok y Suphan Buri.
- Estación de Ban Pong - Intercambiador para ir a Kanchanaburi y para aquellos que no continúan viaje por el ramal de Nam Tok
- Estación de Ratchaburi - Estación terminal para los servicios suburbanos del sur, es también la estación principal de Ratchaburi.
- Estación de Phetchaburi - Estación principal de Phetchaburi.
- Estación de Hua Hin - Estación provincial para Hua Hin en Prachuap Khiri Khan donde se suele producir un cambio de tripulación.
- Estación de Wang Phong- Una de las estaciones en Pran Buri. También es la estación indicada para llegar al Campamento Militar de Thanarat. AquÍ se detienen más trenes para Pran Buri que en la propia estación de Pran Buri.
- Estación de Pran Buri- Pequeña estación en Pran Buri, que cuenta con un mercado nocturno cada sábado al otro lado de la estación.
- Estación de Prachuap Khiri Khan - Estación principal de Prachuap Khiri Khan.
- Estación de Bang Saphan Yai - Estación para la región próxima a la población. Todos los trenes que continúan hacia el sur deben detenerse aquí.
- Estación de Chumphon - Principal estación de Chumphon, depósito de locomotoras con instalaciones de repostaje.
- Estación de Lang Suan- Estación provincial en Chumphon.
- Cruce de Ban Thung Pho - Almacén de contenedores al sur, que da acceso al ramal de Khiri Rat Nikhom.
- Estación de Khiri Rat Nikhom - Estación terminal del ramal de Khiri Rat Nikhom y del ferrocarril a Phang Nga y Tanun (Phuket).
- Estación de Surat Thani - Estación principal y de cambio de tripulantes de Surat Thani.
- Estación de Thung Song - Depósito de locomotoras, instalación de repostaje y cruce al ramal de Kantang.
- Estación de Trang - Estación principal de Trang.
- Estación de Kantang - Estación terminal del ramal de Kantang.
- Cruce de Khao Chum Thong - Cruce hacia el ramal de Nakhon Si Thammarat.
- Estación de Nakhon Si Thammarat - Estación terminal del ramal de Nakhon Si Thammarat. Estación principal de Nakhon Si Thammarat.
- Estación de Phatthalung - Estación principal y de cambio de tripulantes de Phatthalung.
- Cruce de Hat Yai - Cruce principal hacia Malasia[23] y Singapur y del trazado principal de la Línea Meridional, depósito de locomotoras e instalación de repostaje. Principal estación de Songkhla.
- Estación de Padang Besar - Estación internacional de KTM en Malasia. Los trenes continúan hacia Butterworth (Penang) y más lejos.
- Estación de Pattani - anteriormente estación de Khok Pho, estación principal de Pattani.
- Estación de Yala - Estación principal y de cambio de tripulantes de Yala.
- Estación de Tanyong Mat - para dirigirse al distrito de Ra Ngae y Narathiwat.
- Su-ngai Kolok - Estación terminal de la Línea Meridional.  Solía ser una estación internacional hasta la conclusión de los servicios de cruce de fronteras.

#### Ramal de Namtok
- Estación de Thon Buri - Estación terminal de la línea occidental.
- Cruce de Taling Chan - Cruce hacia el enlace Bangsue - Taling Chan (también conocido como Línea Rama 6), la conexión entre sur y norte del sistema SRT abierto ggracias a la construcción del único puente ferroviario que cruza el río Chao Phraya en 1925.
- Estación de Salaya - Estación suburbana de Bangkok próxima a la Universidad Mahidol (Campus de Salaya)
- Estación de Nakhon Pathom - Estación principal de Nakhon Pathom.
- Cruce de Nong Pladuk - Cruce hacia Suphan Buri y Kanchanaburi.
- Estación de Suphanburi - Un automotor de dos vagones opera hacia Bangkok a primera hora de la mañana y desde Bangkok por la tarde.
- Estación de Kanchanaburi - Estación principal de Kanchanaburi
- Estación de Nam Tok - Estación terminal de la Línea Occidental.